# Frans Olof Carlsson
Frans Olof Carlsson, född 29 september 1878, död 15 april 1912, var en svensk som omkom under förlisningen av RMS Titanic.
Han var sjöman och anställd vid Amerikalinjens St Louis. Han emigrerade från Värmland till USA 1902 och var bosatt i New York. På grund av den engelska kolstrejken blev det amerikanska fartyget St Louis strandat i England, och det bolag han arbetade för betalade en biljett i första klass på Titanic åt honom för att han skulle kunna ta sig tillbaka till New York. 
Han var en av fyra svenskar som reste i första klass på Titanic: vid sidan av Mauritz Håkan Björnström-Steffansson, Sigrid Lindström och Erik Gustaf Lind. Han hade biljettnummer 695, och steg ombord i Southampton. I egenskap av manlig passagerare fick han svårt att finna en plats i en livbåt på grund av kvinnor och barn först-principen, och avled under förlisningen. Hans kropp blev aldrig återfunnen, eller också aldrig identifierad.